# Walter Enrique Heinze
Walter Enrique Heinze (* 21. April 1943 in Paraná (Entre Ríos); † 30. Juli 2005 ebenda) war ein argentinischer Gitarrist und Komponist.

## Leben
Heinze studierte bei Graciela Pomponio und Jorge Martínez Zárate sowie bei Abel Carlevaro.
Nach dem Studium, ab 1961, wirkte als Konzertgitarrist mit Auftritten in Argentinien, aber auch in anderen Ländern und in Südamerika sowie 1989 in Frankreich. Sein kompositorisches Werk umfasst überwiegend Stücke für Gitarre, aber auch einige Kompositionen für Theater und für einen Kurzfilm.
Außerdem betätigte er sich als Lehrer an der Escuela de Música, Danza y Teatro in Paraná und am Institut de Música de la Universidad Nacional del Litoral in Santa Fé. Er gilt als einflussreicher Lehrer für die südamerikanischen Gitarristik.

## Werk

### Notenausgaben
- Triptico Argentino. Editions Henry Lemoine, 1987 (seinem Schüler Eduardo Isaac gewidmet)
- Tres Piezas Americanas (Preludio, Paisaje, Choro). Ricordi Argentina, o. J.
- Dice la llanura und La trunca nueva. Editorial Yoltol, 1998
- De aquella luz y otras piezas para guitarra. Editorial de Entre Ríos, 1999
- Concordancias (5 Etudes). 1996 (teilweise entstanden nach einem Treffen mit Harold Gramatges)
- Cuatro piezas sudamericanas. Tráfico de Arte, 2004

### Aufnahmen
- Canto de dos ríos. Editor Redondel, 1976 (Musikkassette)
- El canto compartido. Mit Miguel Ángel Martínez. Editor Redondel, 1982 (Musikkassette)
- Guitarra de luz. Editor Redondel, 1987
- De memoria y olvido. Editor Redondel, 1996
- Borgeana. Mit Luis Barbiero und Pablo Ascúa. Shagrada Medra, 2006 (dem argentinischen Schriftsteller Jorge Luis Borges gewidmet)
- Después del tiempo. Mit Pablo Ascúa. Shagrada Medra, 2003

Außerdem:
- Concordancias auf: Victor Villadangos: Guitar Music of Argentina, Vol. 1, Naxos, 2002
- Dice la llanura, De aquella luz, Milonga de Moreira, La trunca nueva auf: Eduardo Isaac: Acentuado. GHA, 1990